# Tino Kadewere
Philana Tinotenda Kadewere, detto Tino (Harare, 5 gennaio 1996) è un calciatore zimbabwese, attaccante dell'Arīs Salonicco e della nazionale zimbabwese.

## Caratteristiche tecniche
È un attaccante che può essere utilizzato anche come esterno di centrocampo; si dimostra un buon finalizzatore.

## Carriera

### Club
Dopo aver terminato gli studi presso la Prince Edward School della capitale Harare, Kadewere è stato portato all'Harare City dall'allora tecnico Bigboy Mawiwi. Con la maglia dell'Harare City, il giovane attaccante ha collezionato le prime presenze e i primi gol nel campionato dello Zimbabwe.
Tra il luglio e l'agosto del 2015 è volato in Europa per svolgere un provino con gli svedesi del Djurgården e uno con i francesi del Sochaux. Pochi giorni più tardi è stato ufficializzato il suo passaggio in prestito al Djurgården, squadra in cui stava già giocando l'attaccante connazionale Nyasha Mushekwi. Nei tre mesi che rimanevano da lì alla fine del campionato (in Svezia l'Allsvenskan finisce in autunno) è sceso in campo cinque volte, partendo sempre dalla panchina.
A fine stagione la dirigenza del Djurgården ha deciso di esercitare l'opzione prevista dagli accordi, ingaggiando Kadewere a titolo definitivo con un contratto di quattro anni. Nel corso della stagione 2016 è partito spesso titolare, specialmente nella seconda metà del campionato quando ha ereditato il posto lasciato libero dalla cessione di Sam Johnson. Ha terminato l'annata con ventuno presenze e tre gol (di cui due segnati nelle ultime due giornate).
Il 27 maggio 2018, nella trasferta di Uppsala contro il Sirius, è riuscito a realizzare quattro gol su azione. Alla pausa estiva dell'Allsvenskan per i Mondiali 2018, Kadewere guidava la classifica marcatori con 8 reti nelle 12 giornate fin lì disputate. Il 30 giugno, tuttavia, durante un'amichevole, ha riportato una lesione a un legamento del ginocchio giudicata guaribile in 8-10 settimane.
Nonostante l'infortunio, il 27 luglio 2018 si è trasferito ufficialmente ai francesi del Le Havre, militanti in Ligue 2, per una cifra superiore ai 20 milioni di corone svedesi (circa 2 milioni di euro). Debutta con la nuova maglia il 9 novembre seguente, giocando gli ultimi 10 minuti contro il Sochaux, mentre realizza la prima rete il 4 dicembre nel match vinto per 2-1 contro lo Châteauroux, nella prima apparizione dal primo minuto. Conclude la prima stagione di Ligue 1 con 5 reti in 23 presenze, gol che salgono a 6 contando anche la Coupe de la Ligue.
Il 26 luglio 2019, durante la prima partita di Ligue 2 2019-2020 realizza la sua prima doppietta nel match pareggiato per 2-2 contro l’Ajaccio; da lì in poi segnerà almeno una rete per le successive cinque partite, trovando altre doppiette, rispettivamente contro Lens e Grenoble (entrambi i match vengono vinto per 3-1). Il 29 novembre seguente realizza l’ennesima doppietta contro il Rodez, decisiva per il 2-1 finale.
Il 22 gennaio 2020, grazie alle ottime prestazioni offerte nel corso del campionato cadetto, il Le Havre trova l'accordo per cederlo all'Olympique Lione per 15 milioni di Euro; due giorni dopo l'accordo viene finalizzato e contestualmente lui rimane in prestito al Le Havre sino al termine della stagione.
Il 4 gennaio 2024 si trasferisce in prestito con diritto di riscatto al Nantes. Il giorno dopo bagna il debutto con i canarini mettendo a referto una doppietta nella vittoria 1-4 inflitta ai danni del Pau e valida per i trentaduesimi di finale di Coppa di Francia.
Dieci giorni dopo debutta anche in Ligue 1 con in maglia gialloverde nella sconfitta casalinga per 1-2 contro il Clermont Foot e l'11 febbraio 2024, in occasione della vittoria esterna per 1-2 contro il Tolosa, segna la prima rete nella suddetta  competizione con la maglia del Nantes.
A fine stagione, dopo aver siglato tre reti in 16 presenze, viene riscattato dai canarini.
Tornato in gialloverde, sceglie di indossare la maglia numero 10. Iniziata la stagione mettendo a referto una rete in 8 presenze, a novembre subisce un infortunio che gli fa saltare gran parte della stagione. Torna infatti soltanto il 18 aprile 2025, giocando un minuto del derby di campionato contro il Rennes, perso 2-1.
Conclude la stagione disputando 12 gare, queste non bastano ad assicurargli il posto anche per la stagione successiva e, complice anche una profonda ristrutturazione nelle gerarchie del club gialloverde, il 22 luglio 2025 lascia la Francia accasandosi all'Arīs Salonicco, in Grecia.

### Nazionale
Convocato in nazionale maggiore per la prima volta nel 2015, viene poi inserito nella lista dei 23 convocati dello Zimbabwe per la Coppa d'Africa 2017, nella quale rimane panchina in tutte e tre le partite giocate dai gialloverdi. Successivamente viene convocato anche per la Coppa d'Africa 2021.

## Statistiche

### Presenze nei club
Statistiche aggiornate al 22 luglio 2025.
| Stagione               | Squadra                | Campionato             | Campionato | Campionato | Coppe nazionali | Coppe nazionali | Coppe nazionali | Coppe continentali | Coppe continentali | Coppe continentali | Altre coppe | Altre coppe | Altre coppe | Totale | Totale |
| Stagione               | Squadra                | Comp                   | Pres       | Reti       | Comp            | Pres            | Reti            | Comp               | Pres               | Reti               | Comp        | Pres        | Reti        | Pres   | Reti   |
| ---------------------- | ---------------------- | ---------------------- | ---------- | ---------- | --------------- | --------------- | --------------- | ------------------ | ------------------ | ------------------ | ----------- | ----------- | ----------- | ------ | ------ |
| 2014-2015              | Harare City            | PSL                    | 15         | 7          | CZ              | 0               | 0               | -                  | -                  | -                  | -           | -           | -           | 15     | 7      |
| 2015                   | Djurgården             | A                      | 5          | 0          | CS              | 0               | 0               | -                  | -                  | -                  | -           | -           | -           | 5      | 0      |
| 2016                   | Djurgården             | A                      | 21         | 3          | CS              | 4               | 1               | -                  | -                  | -                  | -           | -           | -           | 25     | 4      |
| 2017                   | Djurgården             | A                      | 10         | 2          | CS              | 1               | 0               | -                  | -                  | -                  | -           | -           | -           | 11     | 2      |
| 2018                   | Djurgården             | A                      | 12         | 8          | CS              | 7               | 4               | -                  | -                  | -                  | -           | -           | -           | 19     | 12     |
| Totale Djurgården      | Totale Djurgården      | Totale Djurgården      | 48         | 13         |                 | 12              | 5               |                    | -                  | -                  |             | -           | -           | 60     | 18     |
| 2018-2019              | Le Havre               | L2                     | 23         | 5          | CF+CdL          | 2+2             | 1+1             | -                  | -                  | -                  | -           | -           | -           | 27     | 7      |
| 2019-2020              | Le Havre               | L2                     | 24         | 20         | CF+CdL          | 0+0             | 0               | -                  | -                  | -                  | -           | -           | -           | 24     | 20     |
| Totale Le Havre        | Totale Le Havre        | Totale Le Havre        | 47         | 25         |                 | 4               | 2               |                    | -                  | -                  |             | -           | -           | 51     | 27     |
| 2020-2021              | Olympique Lione        | L1                     | 33         | 10         | CF              | 0               | 0               | -                  | -                  | -                  | -           | -           | -           | 33     | 10     |
| 2021-2022              | Olympique Lione        | L1                     | 15         | 1          | CF              | 0               | 0               | UEL                | 5                  | 0                  | -           | -           | -           | 20     | 1      |
| 2022-2023              | Maiorca                | PD                     | 15         | 1          | CR              | 4               | 1               | -                  | -                  | -                  | -           | -           | -           | 19     | 1      |
| 2023-gen. 2024         | Olympique Lione        | L1                     | 11         | 0          | CF              | 0               | 0               | -                  | -                  | -                  | -           | -           | -           | 11     | 0      |
| Totale Olympique Lione | Totale Olympique Lione | Totale Olympique Lione | 59         | 11         |                 | 0               | 0               |                    | 5                  | 0                  |             | -           | -           | 64     | 11     |
| gen.-giu. 2024         | Nantes                 | L1                     | 14         | 1          | CF              | 2               | 2               | -                  | -                  | -                  | -           | -           | -           | 16     | 3      |
| 2024-2025              | Nantes                 | L1                     | 12         | 1          | CF              | 0               | 0               | -                  | -                  | -                  | -           | -           | -           | 12     | 1      |
| Totale Nantes          | Totale Nantes          | Totale Nantes          | 26         | 2          |                 | 2               | 2               |                    | -                  | -                  |             | -           | -           | 28     | 4      |
| 2025-2026              | Arīs Salonicco         | SL                     | 0          | 0          | CG              | 0               | 0               | UECL               | 0                  | 0                  | -           | -           | -           | 0      | 0      |
| Totale carriera        | Totale carriera        | Totale carriera        | 210        | 59         |                 | 22              | 10              |                    | 5                  | 0                  |             | -           | -           | 237    | 69     |

### Cronologia presenze e reti in nazionale
| Cronologia completa delle presenze e delle reti in nazionale ― Zimbabwe | Cronologia completa delle presenze e delle reti in nazionale ― Zimbabwe | Cronologia completa delle presenze e delle reti in nazionale ― Zimbabwe | Cronologia completa delle presenze e delle reti in nazionale ― Zimbabwe | Cronologia completa delle presenze e delle reti in nazionale ― Zimbabwe | Cronologia completa delle presenze e delle reti in nazionale ― Zimbabwe | Cronologia completa delle presenze e delle reti in nazionale ― Zimbabwe | Cronologia completa delle presenze e delle reti in nazionale ― Zimbabwe |
| Data                                                                    | Città                                                                   | In casa                                                                 | Risultato                                                               | Ospiti                                                                  | Competizione                                                            | Reti                                                                    | Note                                                                    |
| ----------------------------------------------------------------------- | ----------------------------------------------------------------------- | ----------------------------------------------------------------------- | ----------------------------------------------------------------------- | ----------------------------------------------------------------------- | ----------------------------------------------------------------------- | ----------------------------------------------------------------------- | ----------------------------------------------------------------------- |
| 21-6-2015                                                               | Harare                                                                  | Zimbabwe                                                                | 2 – 0                                                                   | Comore                                                                  | Qual. Campionato delle nazioni africane 2016                            | -                                                                       | 85’                                                                     |
| 4-7-2015                                                                | Moroni                                                                  | Comore                                                                  | 0 – 0                                                                   | Zimbabwe                                                                | Qual. Campionato delle nazioni africane 2016                            | -                                                                       | 75’                                                                     |
| 13-11-2016                                                              | Harare                                                                  | Zimbabwe                                                                | 3 – 0                                                                   | Tanzania                                                                | Amichevole                                                              | -                                                                       | 67’                                                                     |
| 26-12-2016                                                              | Abidjan                                                                 | Costa d'Avorio                                                          | 0 – 0                                                                   | Zimbabwe                                                                | Amichevole                                                              | -                                                                       | 81’                                                                     |
| 8-11-2017                                                               | Maseru                                                                  | Lesotho                                                                 | 1 – 0                                                                   | Zimbabwe                                                                | Amichevole                                                              | -                                                                       | 66’                                                                     |
| 21-3-2018                                                               | Ndola                                                                   | Zambia                                                                  | 2 – 2 dts (5 - 4 dtr)                                                   | Zimbabwe                                                                | Amichevole                                                              | -                                                                       |                                                                         |
| 24-3-2018                                                               | Ndola                                                                   | Zimbabwe                                                                | 2 – 2 dts (2 - 4 dtr)                                                   | Angola                                                                  | Amichevole                                                              | -                                                                       | ?’                                                                      |
| 3-6-2018                                                                | Polokwane                                                               | Zimbabwe                                                                | 1 – 1                                                                   | Botswana                                                                | Coppa COSAFA 2018 - Quarti di finale                                    | -                                                                       | 82’                                                                     |
| 6-6-2018                                                                | Polokwane                                                               | Lesotho                                                                 | 0 – 0                                                                   | Zimbabwe                                                                | Coppa COSAFA 2018 - Semifinali                                          | -                                                                       | 63’                                                                     |
| 9-6-2018                                                                | Polokwane                                                               | Zambia                                                                  | 2 – 4                                                                   | Zimbabwe                                                                | Coppa COSAFA 2018 - Finale                                              | 2                                                                       |                                                                         |
| 18-11-2018                                                              | Monrovia                                                                | Liberia                                                                 | 1 – 0                                                                   | Zimbabwe                                                                | Qual. Coppa d'Africa 2019                                               | -                                                                       | 81’                                                                     |
| 24-3-2019                                                               | Harare                                                                  | Zimbabwe                                                                | 2 – 0                                                                   | Rep. del Congo                                                          | Qual. Coppa d'Africa 2019                                               | -                                                                       | 86’                                                                     |
| 1-6-2019                                                                | KwaMashu                                                                | Zimbabwe                                                                | 2 – 0                                                                   | Comore                                                                  | Coppa COSAFA 2019 - Quarti di finale                                    | -                                                                       | 62’                                                                     |
| 5-6-2019                                                                | Durban                                                                  | Zimbabwe                                                                | 0 – 0                                                                   | Zambia                                                                  | Coppa COSAFA 2019 - Semifinali                                          | -                                                                       | 85’                                                                     |
| 8-6-2019                                                                | Asaba                                                                   | Nigeria                                                                 | 0 – 0                                                                   | Zimbabwe                                                                | Amichevole                                                              | -                                                                       | 46’                                                                     |
| 30-6-2019                                                               | Il Cairo                                                                | Zimbabwe                                                                | 0 – 4                                                                   | RD del Congo                                                            | Coppa d'Africa 2019 - 1º turno                                          | -                                                                       | 70’                                                                     |
| 12-11-2020                                                              | Algeri                                                                  | Algeria                                                                 | 3 – 1                                                                   | Zimbabwe                                                                | Qual. Coppa d'Africa 2021                                               | 1                                                                       |                                                                         |
| 16-11-2020                                                              | Harare                                                                  | Zimbabwe                                                                | 2 – 2                                                                   | Algeria                                                                 | Qual. Coppa d'Africa 2021                                               | -                                                                       |                                                                         |
| 3-9-2021                                                                | Harare                                                                  | Zimbabwe                                                                | 0 – 0                                                                   | Sudafrica                                                               | Qual. Mondiali 2022                                                     | -                                                                       | 58’                                                                     |
| 10-1-2022                                                               | Bafoussam                                                               | Senegal                                                                 | 1 – 0                                                                   | Zimbabwe                                                                | Coppa d'Africa 2021 - 1º turno                                          | -                                                                       | 46’                                                                     |
| 14-1-2022                                                               | Bafoussam                                                               | Malawi                                                                  | 2 – 1                                                                   | Zimbabwe                                                                | Coppa d'Africa 2021 - 1º turno                                          | -                                                                       |                                                                         |
| 18-1-2022                                                               | Yaoundé                                                                 | Zimbabwe                                                                | 2 – 1                                                                   | Guinea                                                                  | Coppa d'Africa 2021 - 1º turno                                          | -                                                                       | 75’                                                                     |
| 15-11-2023                                                              | Butare                                                                  | Ruanda                                                                  | 0 – 0                                                                   | Zimbabwe                                                                | Qual. Mondiali 2026                                                     | -                                                                       | 74’                                                                     |
| 19-11-2023                                                              | Butare                                                                  | Zimbabwe                                                                | 1 – 1                                                                   | Nigeria                                                                 | Qual. Mondiali 2026                                                     | -                                                                       | 90+3’                                                                   |
| 23-3-2024                                                               | Lilongwe                                                                | Zambia                                                                  | 2 – 2 (5 - 6 dtr)                                                       | Zimbabwe                                                                | Amichevole                                                              | -                                                                       |                                                                         |
| 26-3-2024                                                               | Lilongwe                                                                | Zimbabwe                                                                | 1 – 3                                                                   | Kenya                                                                   | Amichevole                                                              | -                                                                       |                                                                         |
| 7-6-2024                                                                | Soweto                                                                  | Zimbabwe                                                                | 0 – 2                                                                   | Lesotho                                                                 | Qual. Mondiali 2026                                                     | -                                                                       | 46’                                                                     |
| 6-6-2025                                                                | Mohammedia                                                              | Zimbabwe                                                                | 0 – 2                                                                   | Burkina Faso                                                            | Amichevole                                                              | -                                                                       |                                                                         |
| 9-6-2025                                                                | Mohammedia                                                              | Niger                                                                   | 1 – 1                                                                   | Zimbabwe                                                                | Amichevole                                                              | -                                                                       | 79’                                                                     |
| Totale                                                                  |                                                                         | Presenze                                                                | 29                                                                      |                                                                         | Reti                                                                    | 3                                                                       |                                                                         |

## Palmarès

### Club
- Coppa di Svezia: 1

Djurgarden: 2017-2018

### Nazionale
- Coppa COSAFA: 1

2018

### Individuale
- Capocannoniere della Ligue 2: 1

2019-2020 (20 gol)